# El Turbó

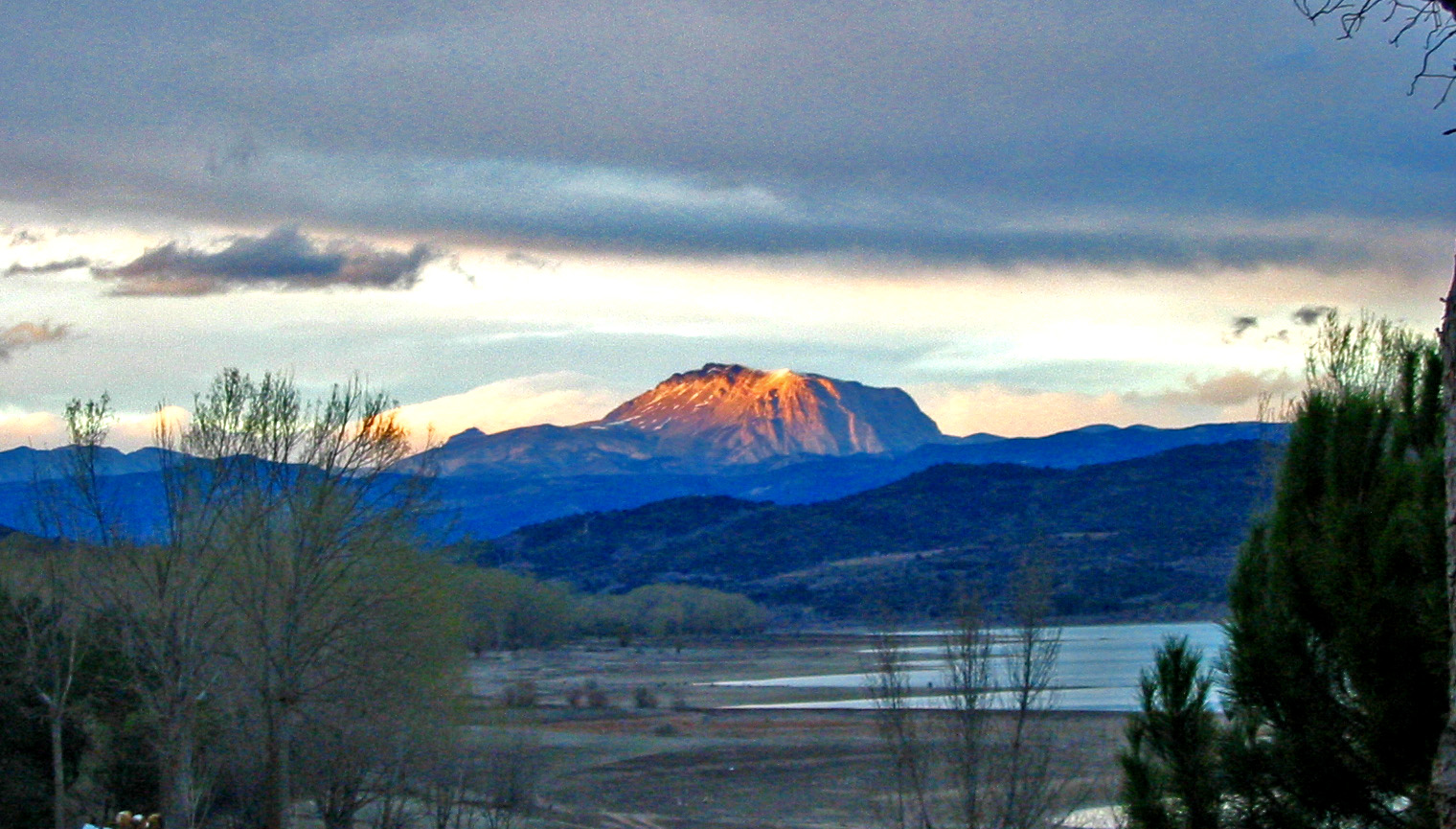
El Turbó vist des del pantà de Barasona

El Turbó és un massís dels Prepirineus aragonesos, a la comarca de la Ribagorça, que té el seu cim a 2.492 metres.

## Particularitats
S'orienta de nord a sud, dominant per l'est la conca del riu Isàvena i per l'oest, la depressió de Campo.
Està format per un gran anticlinal fallat en el seu flanc est i modelat fonamentalment en margues i potents bancs calcaris d'edat cretàcica, que donen escarpes verticals de més de 500 metres. La seva flora, amb abundants endemismes, és de gran interès geobotànic.

## Municipis
Inclouen part del massís del Turbó els municipis de la Baixa Ribagorça: La Vall de Lierp, la Vall de Bardaixí, Beranui i Tor-la-ribera; i els municipis de Bissaürri i les Paüls de l'Alta Ribagorça.

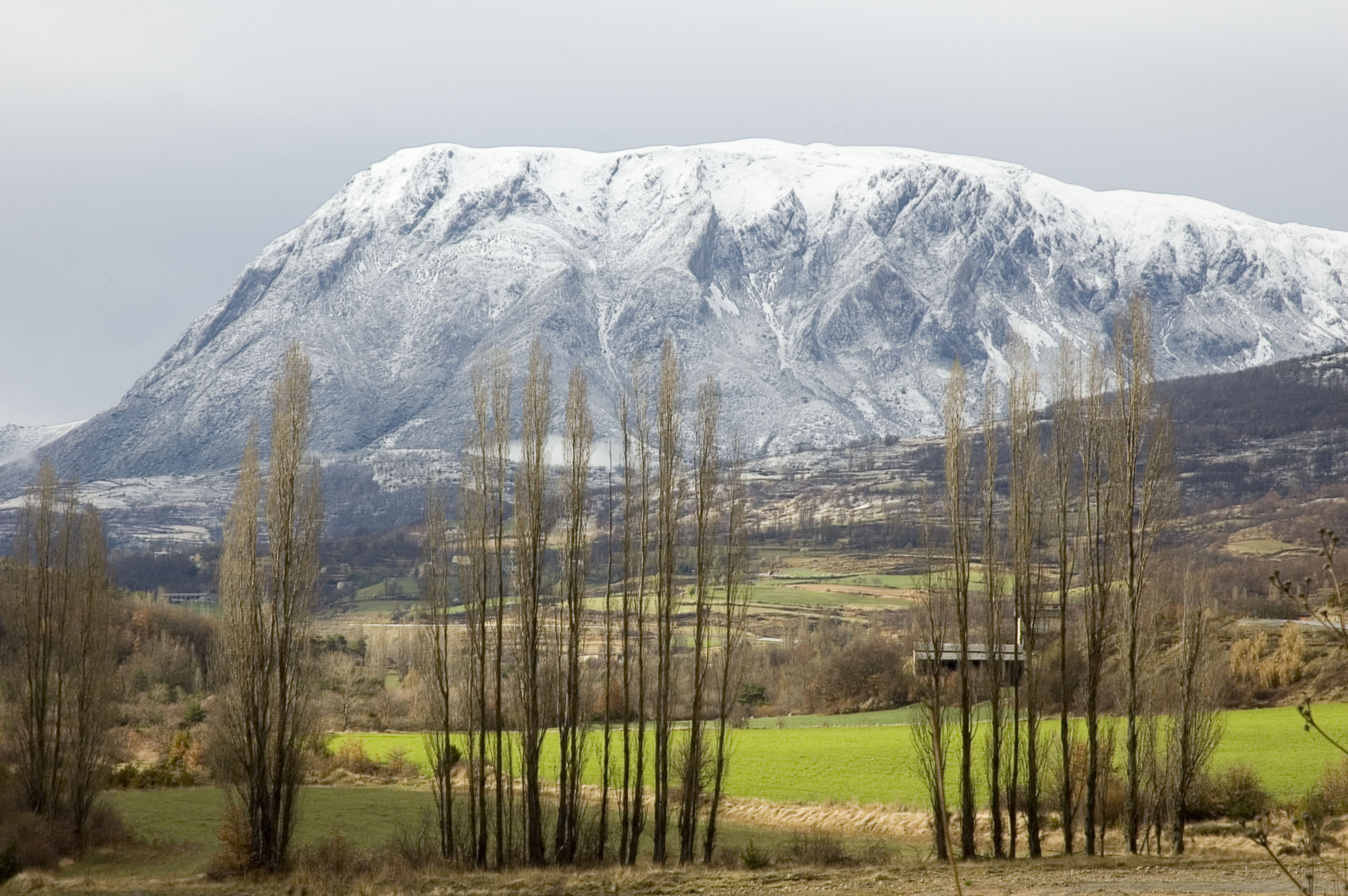
El Turbó

## Aigua
L'aigua Vilas del Turbón és una aigua amb propietats medicinals del poble del Turbó (Osca). El manantial es troba a 1795 metres d'altitud. L' empresa envasadora va ser creada l'any 1932. Les aigües mineromedicinals de la deu Verge de la Penya són bicarbonatades, càlciques, oligometàl·liques i fortament hipotòniques. L'aigua del balneari de Vilas del Turbó resulta ideal per aprofitar al màxim les qualitats terapèutiques, font de salut i benestar. Al tradicional consum d'aigua mineromedicinal, s'hi ha unit una gran quantitat de tècniques termals entre les quals destaquen la piscina activa, l'aquateràpia, l'hidromassatge, els dolls termals, la dutxa circular, els banys de vapor, el passeig de sensacions i pluges, el pediluvi, el maniluvi, la “dutxa Vichy”, els aerosols, les argiles i parafangs i els massatges i drenatges limfàtics. I com a complement, es recomanem els tractaments d'estàtica termal: aplicacions de xocolata, geoteràpia termal o hidratacions que tornen l'equilibri natural a la pell.

### Nuclis urbans
- Brallans[4]
- Cercuran[5]
- Eixea[6]
- La Torre[7]
- Les Cases de Torlarribera[8]
- Les Viles de Turbó[9]
- Magarrofes[10]
- Paderniu[11]
- Rallui[12]
- Roperós[13]
- Santanulla[14]
- Sant Aventí[15]
- Serrat[16]
- Vallabriga[17]
- Vilacarle[18]
- Visalibons[19]

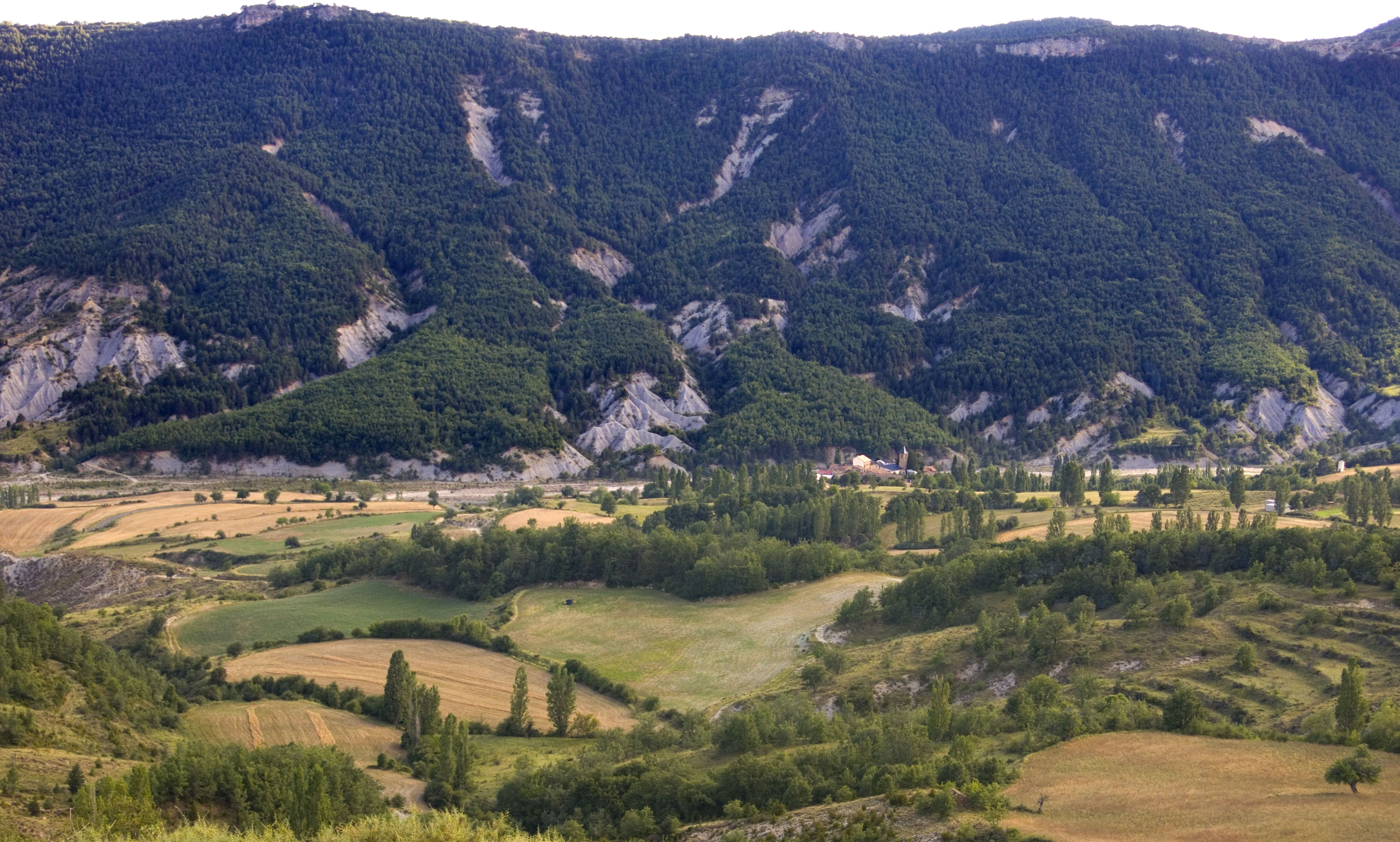
Vessant sud del massís del Turbó, Tor-la-ribera
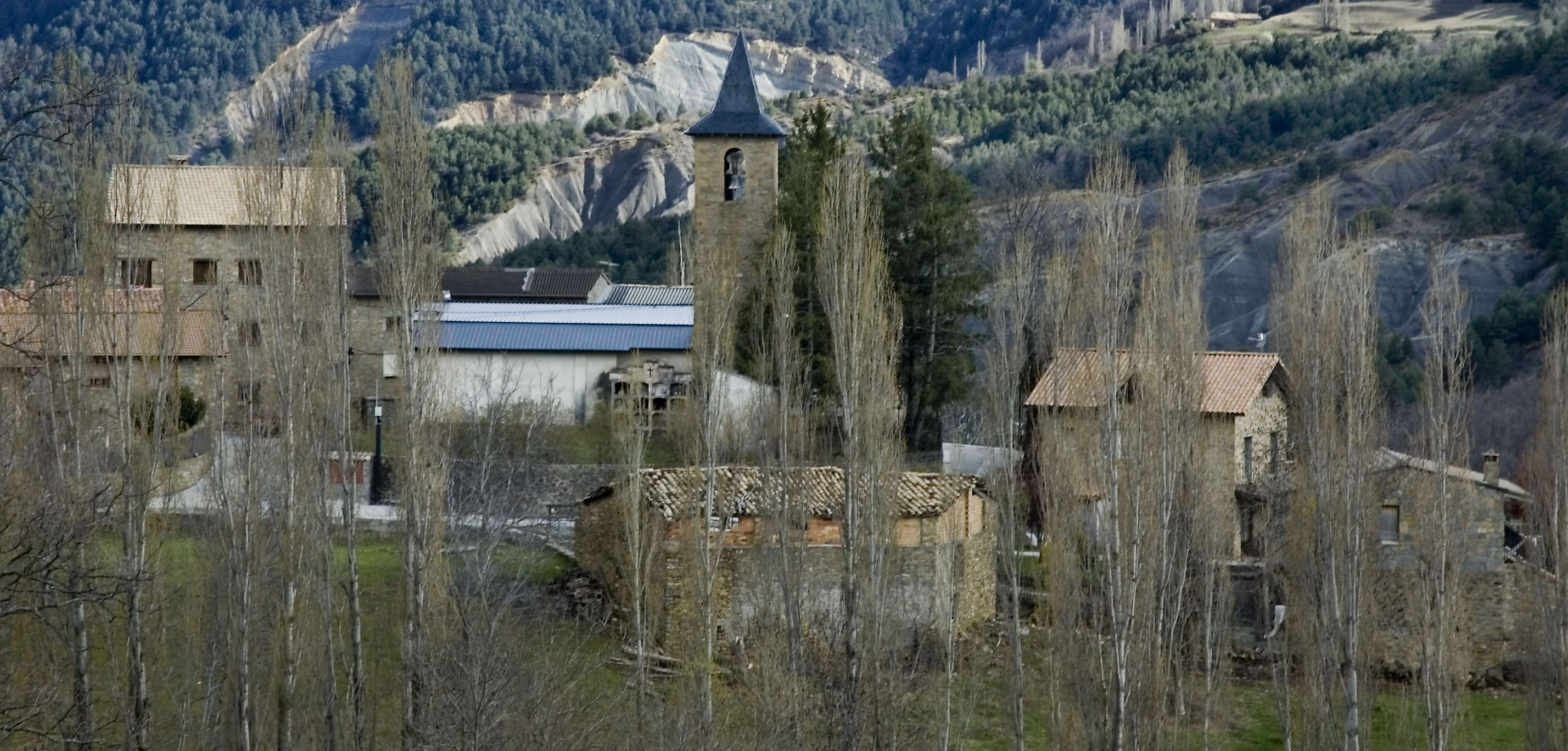
Vilacarle
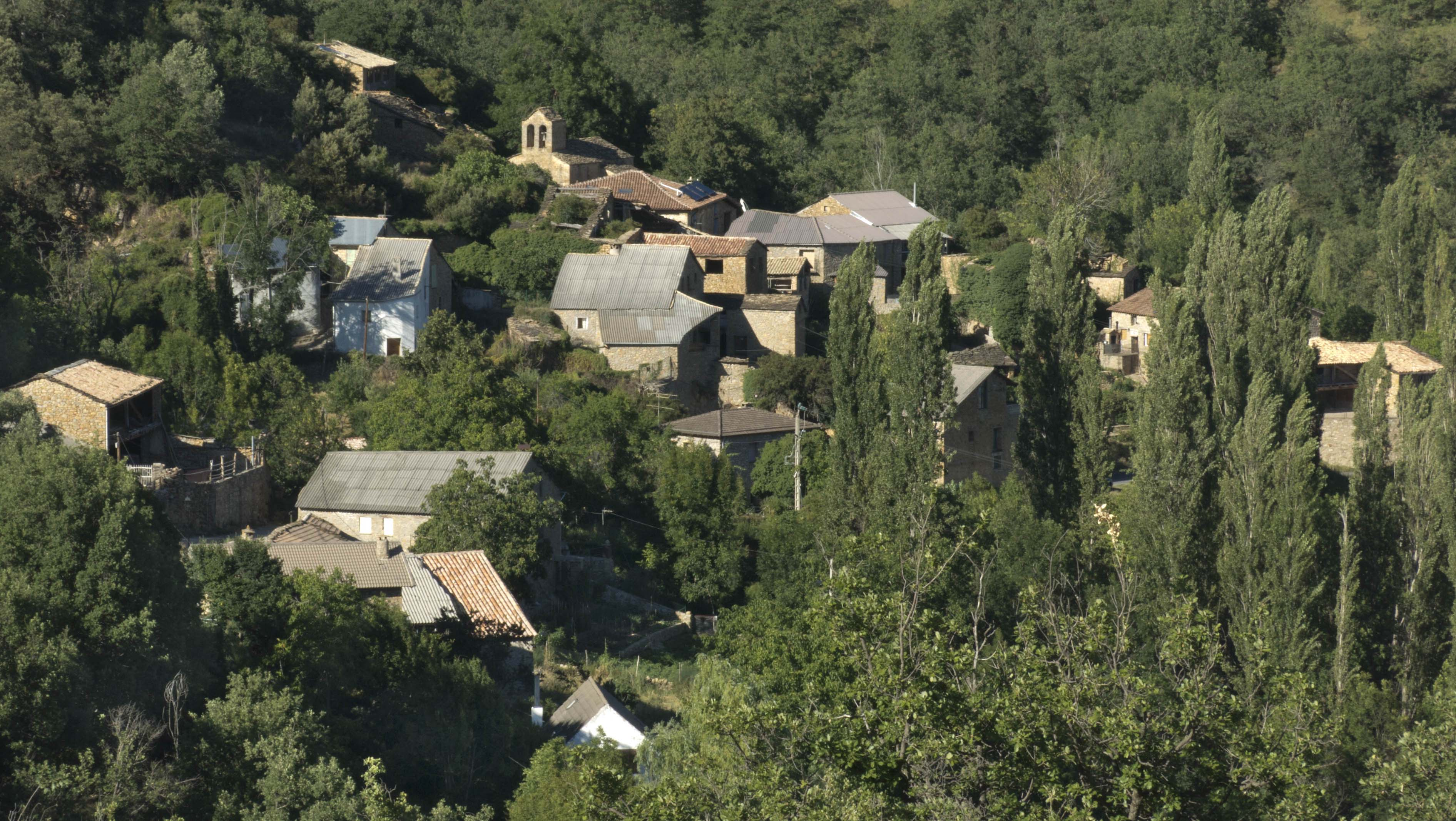
Visalibons, vessant oriental del massís, Baixa Ribagorça

## Excursionisme
És prou fàcil fer l'ascensió d'aquesta imponent mola, però és millor no pujar-hi a l'estiu, car hi ha grans extensions de roca nua sense aigua i que s'escalfen molt.

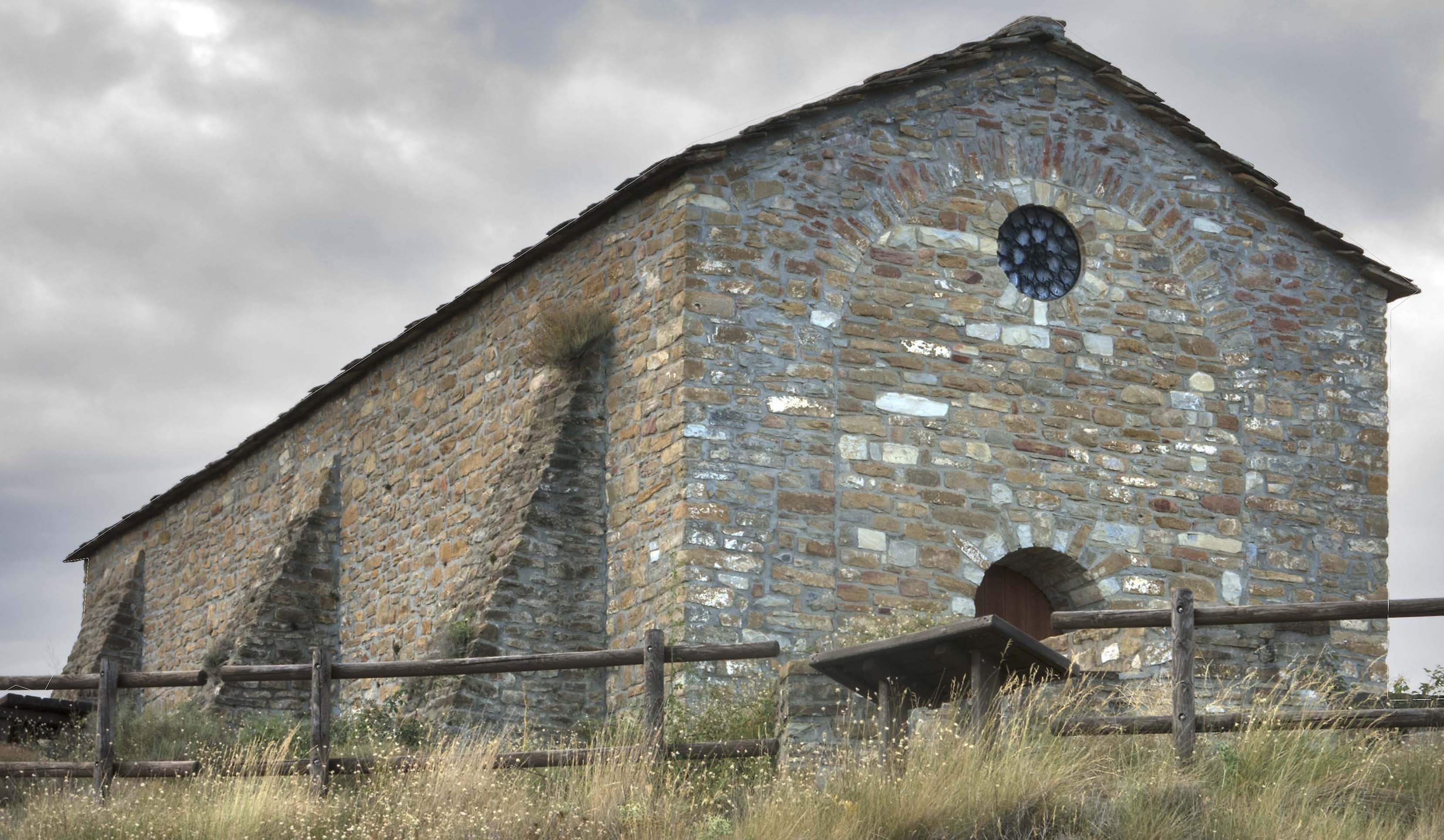
Ermita de Sant Sadurní (Visalibons)

## Llocs d'interés
- Santuari de la Mare de Déu de les Ares.[20]
- Ermita de Sant Sadurní.[19]